# Église Saint-Martin de Vimy
L'église Saint-Martin est une église catholique de Vimy dans le Pas-de-Calais. Dédiée à saint Martin, ap̩ôtre des Gaules et du Nord, elle dépend de la paroisse Saint-Benoît-Labre-en-Artois du diocèse d'Arras (doyenné d'Artois).

## Historique
L'église Saint-Martin, située à Vimy, en France, a été reconstruite dans les années 1920, pour remplacer l'église précédente détruite par des obus au cours de la Première Guerre mondiale, comme le reste de la ville.

## Caractéristiques
Construite en béton armé, elle est de style néo-gothique avec une haute flèche imitant la pierre. Son clocher est flanqué à droite d'une petite tour hexagonale dans le style régionaliste et les bras du transept sont terminés chacun par une rosace. La large nef est séparée des bas-côtés par des colonnes gothiques. la messe dominicale y est célébrée un dimanche sur deux.